# Eremophysa intermissa
Eremophysa intermissa là một loài bướm đêm trong họ Noctuidae.